# ويليام أورتن
ويليام أورتن هو شخصية أعمال وسياسي أمريكي، ولد في 14 يونيو 1826 في كوبا في الولايات المتحدة، وتوفي في 22 أبريل 1878 في نيويورك في الولايات المتحدة. نشط حزبياً في الحزب الجمهوري.